# 塞萨洛尼基铁路博物馆

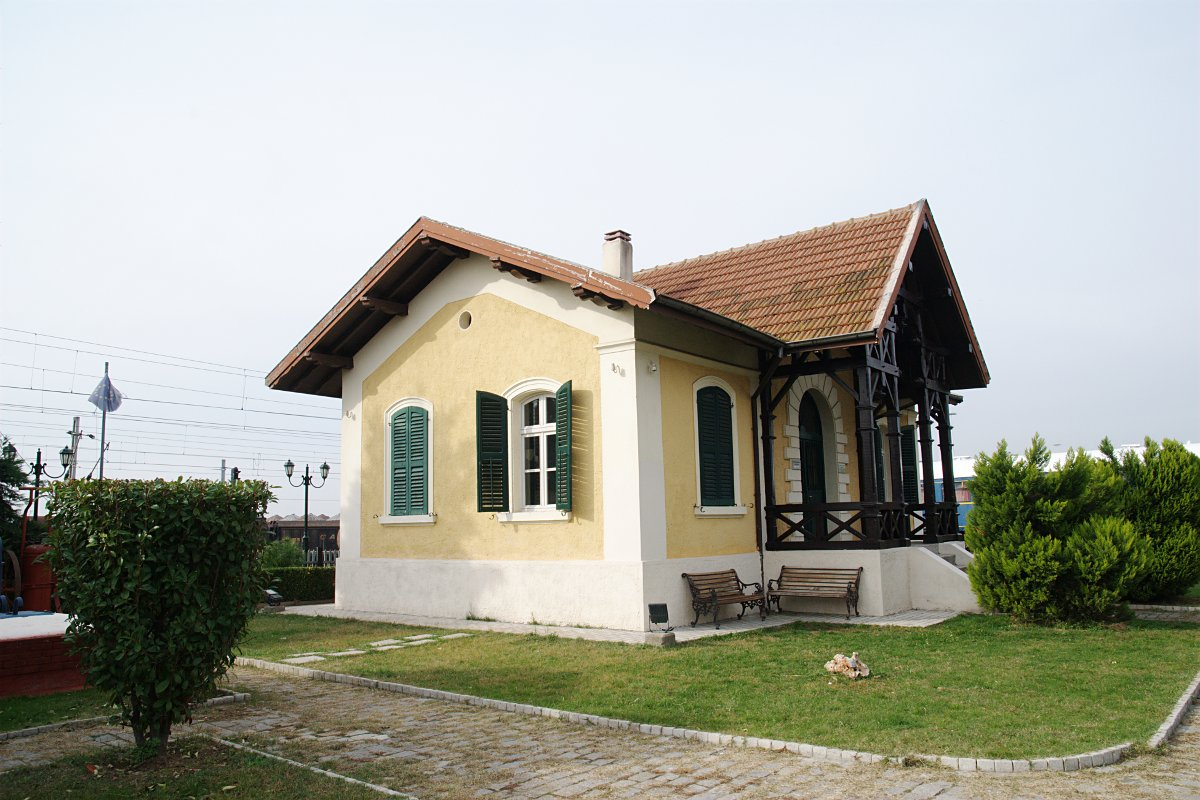

塞萨洛尼基铁路博物馆（Railway Museum of Thessaloniki）是希腊中马其顿塞萨洛尼基的一个博物馆，成立于2001年，坐落在塞萨洛尼基-君士坦丁堡铁路的军用火车站，由意大利建筑师Pierro Arigoni建于1891年至1894年。
在车站大楼内的站长的办公室有标出的希腊所有铁路线的地图，铁路工人的制服、工具、技术手册等，还展出来自前希腊王室车厢的摆设。在博物馆的庭院有来自著名的东方快车的餐车，向游人开放。
该博物馆每周三和周四上午10时至13时之间开放，不包括公共假日。

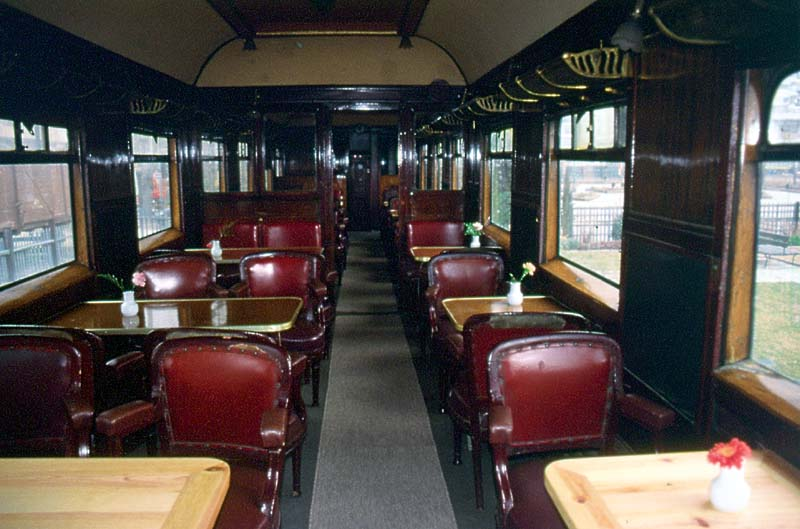